# Peter Greene (acteur américain)
Pour les articles homonymes, voir Peter Greene et Greene.
Peter Greene, né le 8 octobre 1965 à Montclair au New Jersey, est un acteur américain.

## Biographie
Après s'être formé à l'Actor Studio, Peter Greene obtient son premier rôle important dans le polar La Loi de la gravité en 1992, celui d'un voyou mêlé à une affaire de trafic d'armes. Il poursuit avec le thriller La Nuit du jugement et surtout Clean, Shaven, dans lequel il campe un schizophrène recherchant sa fille.
- celui du flic tortionnaire Zed qui viole Ving Rhames alias Marsellus Wallace dans la scène culte de Pulp Fiction ;
- celui de Dorian Tyrell, ennemi de Jim Carrey dans The Mask ;
- et son apparition brève mais remarquable dans Usual Suspects dans le rôle du gangster Redfoot.

Ces trois rôles garantissent aujourd'hui encore sa reconnaissance facile dans les films où il joue, très souvent en second plan, tel Training Day.
1994 est définitivement son année puisque Peter Greene joue ses deux personnages les plus célèbres : l'ennemi de Jim Carrey dans The Mask et le violeur de Marsellus Wallace (Ving Rhames) dans Pulp Fiction. Deux prestations montrant à quel point l'acteur est à l'aise dans les rôles de méchants.
L'année suivante, Peter Greene incarne un petit rôle mais marquant dans le polar culte Usual Suspects de Bryan Singer : le gangster Redfoot qui jette un mégot de cigarette dans l’œil du personnage de McManus (Stephen Baldwin). Mais sa carrière ne décolle pas, en grande partie en raison de son addiction à la drogue.
Privilégiant l'action, le polar et le thriller, le natif de Monclair à la voix rauque apparaît toutefois dans Piège à grande vitesse (1995), Sombres Soupçons (1996), Permanent Midnight (1998) et Flic de haut vol (1999) mais la plupart du temps par le biais de personnages secondaires.
Dans les années 2000, hormis sa brève participation à Training Day (un membre de l'équipe de ripoux emmenée par Denzel Washington), Peter Greene joue dans des films souvent peu recommandables, comme Explosion imminente, Black Cloud, Brothers in Arms, Final Engagement ou Manhattan Samouraï.
Le comédien poursuit cette orientation de carrière dans les années 2010 et 2020. On le voit ainsi dans les méconnus Once Fallen, The Kill Hole et City Of Lies. Il prend également part à la série judiciaire produite par 50 Cent For Life ainsi qu'à The Continental, série prequel à la lucrative saga d'action John Wick.

## Filmographie

### Cinéma

#### Longs métrages
- 1992 : La Loi de la gravité (Laws of Gravity) de Nick Gomez : Jimmy
- 1993 : La Nuit du jugement (Judgment Night) de Stephen Hopkins : Sykes
- 1993 : Clean, Shaven de Lodge Kerrigan : Peter Winter
- 1994 : The Mask de Chuck Russell : Dorian Tyrell
- 1994 : Pulp Fiction de Quentin Tarantino : Zed
- 1995 : Piège à grande vitesse (Under Siege 2 : Dark Territory) de Geoff Murphy : Un mercenaire
- 1995 : Usual Suspects de Bryan Singer : Redfoot
- 1995 : Bang (en) d'Ash Baron-Cohen : Adam
- 1996 : Sombres Soupçons (The Rich Man's Wife) d'Amy Holden Jones : Cole Wilson
- 1996 : Ennemis jurés (Coyote Run) de Shimon Dotan : Clifton Santier / Bosco
- 1996 : Kiss and Tell (en) de Jordan Alan : Inspecteur John Finnigan
- 1997 : Double Frappe (Double Tap) de Greg Yaitanes : Nash
- 1997 : Do Me a Favor de Sondra Locke : Teddy
- 1997 : Lowball de Demian Lichtenstein : John
- 1998 : Permanent Midnight de David Veloz : Gus
- 1999 : Flic de haut vol (Blue Streak) de Les Mayfield : Deacon
- 1999 : Requiem pour un taulard (Out in Fifty) de Bojesse Christopher et Scott Leet : Tony Grayson
- 2000 : Shadow Hours d'Isaac H. Eaton : Inspecteur Steve Andrianson
- 2001 : La Loi des armes (Scenes of the Crime) de Dominique Forma : Rick
- 2001 : Explosion imminente (Ticker) d'Albert Pyun : Inspecteur Artie Pluchinsky
- 2001 : Un bébé sur les bras (Nobody's Baby) de David Seltzer : Vern
- 2001 : Dead Dogs Lie de Craig Singer : Marcus Devlin
- 2002 : The Gentleman Bandit (en) de Jordan Alan : Manny Breen
- 2002 : Under the Influence d'Eric Gardner : Stephen Tally
- 2004 : Black Cloud (en) de Rick Schroder : Norm Olsen
- 2005 : Brothers in Arms de Jean-Claude La Marre (en) : Bert
- 2005 : Confession de Jonathan Meyers : Inspecteur William Fletcher
- 2006 : Complot à la Maison-Blanche (End Game) d'Andy Cheng : Jack Baldwin
- 2006 : Love Hollywood Style de Michael Stein : Theodor Caruso
- 2007 : Manhattan Samouraï (Fist of the Warrior) de Wayne A. Kennedy : John Lowe
- 2007 : Final Engagement d'Ari Novak : Le prêtre
- 2007 : I'm Calling Franck de Peter Neil : Bobby
- 2009 : Forget Me Not de Tyler Oliver : Le petit ami
- 2010 : Le Chasseur de primes (The Bounty Hunter) d'Andy Tennant : Earl Mahler
- 2010 : Once Fallen d'Ash Adams (nl) : Sonny
- 2010 : Caller ID de Eric Zimmerman : Le conseiller aux admissions
- 2011 : Earthling de Clay Liford : Swinnert
- 2011 : Shanghai Hotel de Jerry Allen Davis : Mr Capuzzi
- 2011 : The Grasslands de Chris Raffaele : Baby John
- 2011 : A Pornstar Is Born de Corey Bishop : Ron Goldman
- 2012 : The Child de Zsolt Bács : Martin Engler
- 2012 : The Kill Hole de Mischa Webley : Peter Krebbs
- 2012 : Brutal de Kamal Ahmed : Carlo Morello
- 2015 : Sweet Lorraine de Christopher C. Frieri : Marcus
- 2016 : Turnabout d'E.B. Hughes : Leo
- 2016 : Niu Yue Niu Yue de Dong Luo : Downey
- 2018 : City of Lies de Brad Furman : Commandant Fasulo
- 2019 : Tesla de Michael Almereyda : Nichols
- 2019 : Exit 0 d'E.B. Hughes : L'écrivain
- 2019 : Samir de Michael Basha, Chateau Bezerra, Maria De Sanctis, Sarah Gross, Reeyaz Habib, Sadé Clacken Joseph, Julia Kennedy, Christina Yr. Lim et Sohil Vaidya : Valentine
- 2021 : Body Brokers de John Swab : Dr Riner
- 2022 : Out of Exile de Kyle Kauwika Harris : Whitman Rader
- 2022 : The Mick and the Trick de Tom DeNucci : Patrick Shannon

#### Courts métrages
- 1996 : Snakeland de Joëlle Bentolila : Johnny
- 2007 : Bloom (en) de Sean Walsh  : Jim
- 2008 : Clown de Tate Steinsiek (en) : Le clown
- 2009 : Blue Knight de Mark Anthony : Sergent Donato
- 2010 : Once More d'Hiroo Takaoka : Jack
- 2012 : The Shoemaker de Michael Kaves : Dutchie
- 2011 : Checkmate, Keep Your Enemies Closer de Federico Castelluccio : Alex Decker
- 2020 : Let's Get Lost de Sam Stillman : Ray
- 2020 : Priceless de Tom Vujcic : Le diable
- 2022 : The Crusaders de Maxx Starr : Hughie

### Télévision

#### Séries télévisées
- 1992 : As the World Turns : Le tueur à gages
- 2001 : New York, police judiciaire (Law & Order) : Francis «Taz» Partell
- 2007 : The Black Donnellys : Derek "Dokey" Farrell
- 2008 : Life on Mars : Jimmy McManus
- 2010 : Justified : Thomas Buckley
- 2011 : Hawaii 5-0 (Hawaii Five-0) : Rick Peterson
- 2016 : Chicago Police Department (Chicago P.D) : Rory Jenson
- 2017 : Still the King : Hank
- 2018 : The Jersey Connection : Jordan Blaine
- 2020 : For Life : Wild Bill Miller
- 2023 : Le Continental : D'après l'Univers de John Wick (The Continental: From the World of John Wick) : Oncle Charlie

#### Téléfilms
- 1998 : Black Cat Run de D. J. Caruso : D.J. Wheeler
- 2005 : La Guerre des mondes (H.G. Wells's War of the Worlds) de David Michael Latt : Matt Herbert
- 2006 : Dead and Deader de Patrick Dinhut : Dr Scott

#### Vidéo Clip
- 1996 : House of Pain : Apparition "Fed Up"